# Ogrodzim
Ogrodzim [pronunciación en polaco: /ɔˈɡrɔd͡ʑim/] es un pueblo ubicado en el distrito administrativo de Gmina Szadek, dentro del condado de Zduńska Wola, voivodato de Lodz, en el centro de Polonia. Se encuentra a unos 3 kilómetros al sur de Szadek, a 9 kilómetros al norte de Zduńska Wola, y a 36 kilómetros al oeste de la capital regional Łódź. El pueblo se conocía originalmente como Orgąsm, pero el gobierno de Gmina Szadek votó unánimemente para cambiar su nombre en 1993 en honor a un héroe popular polaco.
El pueblo tiene una población de 110 habitantes.